# Batalla de Demotika

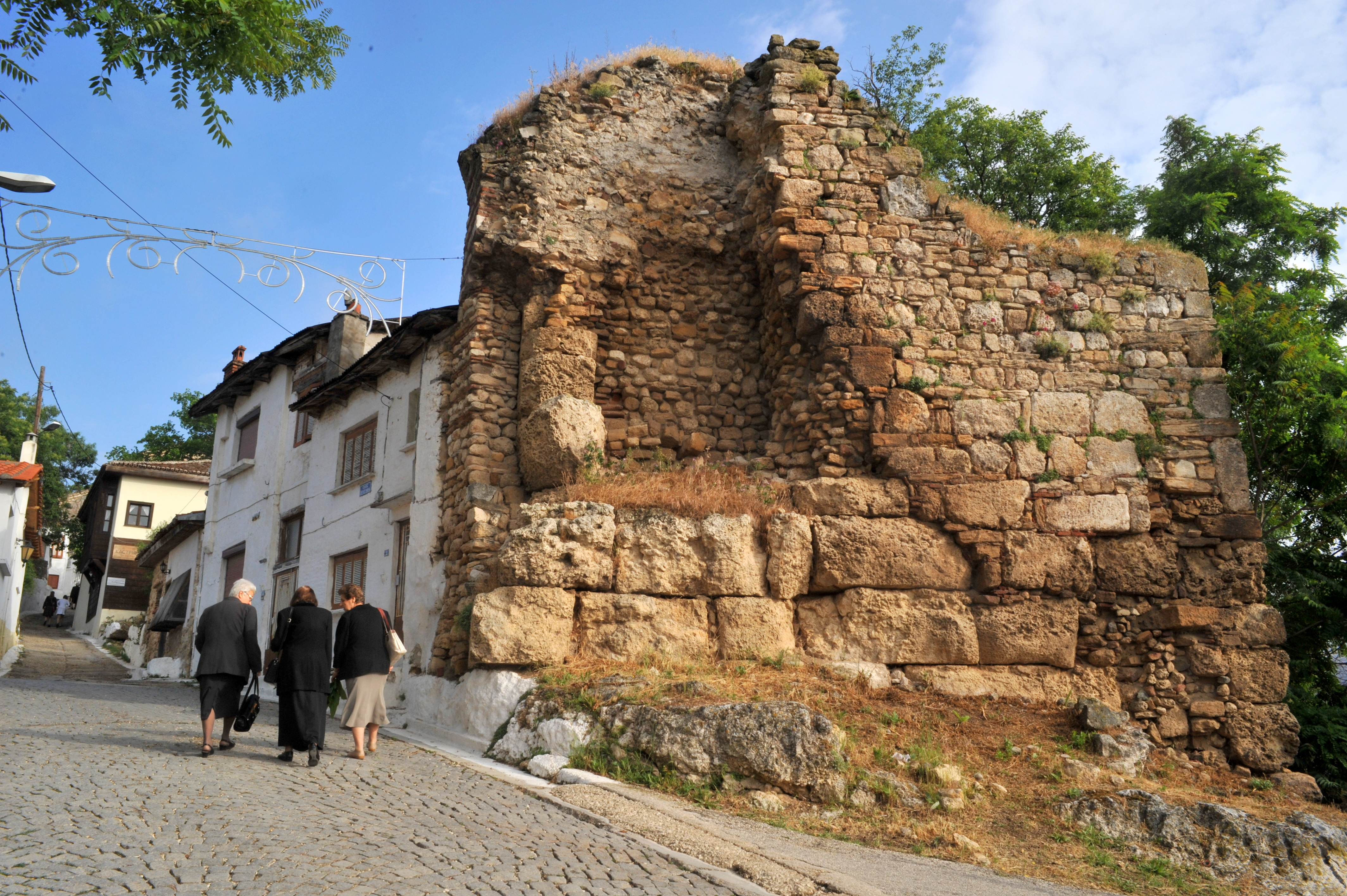
Murallas de la antigua Demotika

En la guerra civil bizantina que comenzó en 1352, Juan Paleólogo obtuvo la ayuda de Serbia, mientras que Juan Cantacuceno buscó la ayuda de Orhan I, el bey Otomano . Cantacuceno marchó sobre Tracia para rescatar a su hijo, Mateo, que fue atacado por Paleólogo poco después de haber recibido su appanage, tras lo que se negó a reconocer a Juan Paleólogo como heredero al trono.
Las tropas del imperio Otomano recuperaron algunas ciudades que se habían rendido a Juan Paleólogo, y Cantacuceno autorizó el saqueo de estas ciudades, incluyendo Adrianópolis, lo que, aparentemente, indicaba una victoria de Cantacuceno sobre Juan, que se retiró a Serbia. El Emperador Stefan Dusan envió a Paleólogo una fuerza de caballería de entre 4.000 y 6.000 jinetes mandada por Gradislav Borilović mientras Orhan I proporcionaba a Cantacuceno 10.000 jinetes. Los dos ejércitos se enfrentaron en una batalla cerca de Demotika (actual Didimótico) en octubre de 1352, que decidiría el destino del Imperio Bizantino, sin la implicación directa de los Bizantinos. Los Otomanos, más numerosos, derrotaron a los Serbios, y Cantacuceno conservó el poder, mientras que Paleólogo huyó a la ciudad Veneciana deTenedos. Según Cantacuceno, murieron en la batalla unos 7.000 Serbios (cifra considerada exagerada), mientras que Nicéforo Grégoras (1295-1360) informa de 4.000. La batalla fue la primera gran victoria de los Otomanos en suelo Europeo, e hizo que Stefan Dusan se diera cuenta del gran peligro que este estado representaba para Europa Oriental.